# Alumbramiento (película)
Alumbramiento es un drama de 2024, dirigido por Pau Teixidor, quien escribió el guion junto a Lorena Iglesias. Está protagonizado por Sofía Milán, Celia Lopera, Carmen Escudero, Paula Agulló, Victoria Oliver, Alba Munuera, Laura Gómez-Lacueva y María Vázquez. Tuvo su estreno mundial el 24 de abril de 2024 en el BCN Film Fest, y después se estrenó en cines españoles el 19 de junio de 2024, con distribución de Filmax.

## Trama
En la España de 1982, Marisa (María Vázquez) decide llevar a su hija a Madrid con el fin de dar solución a un embarazo imprevisto y no deseado. Lucía (Sofía Milán) termina ingresando en Peñagrande, un reformatorio para mujeres embarazadas. Allí forjará una fuerte amistad con sus compañeras y descubrirá que se le quiere arrebatar aquello que todavía no tiene: su propio hijo.

## Reparto
- Sofía Milán como Lucía
- Celia Lopera como Inma
- Carmen Escudero como Lola
- Paula Agulló como Candela
- Victoria Oliver como Rosa
- Alba Munuera como Maika
- Elisabet Hereu como Teresa
- Miriam Rubio como Maribel
- Claudia Pellicer como María
- Andere Garabieta como Begoña
- Laura Gómez-Lacueva como Señorita Pura
- Malena Gutiérrez como Sor María
- Loles Gutiérrez como Sor Rocío
- María Vázquez como Marisa

## Producción
A finales de febrero de 2023, se anunció que el rodaje de la película Alumbramiento había comenzado en Madrid bajo la dirección de Pau Teixidor, con un reparto liderado por Sofía Milán y María Vázquez como protagonistas. Aunque se desconoce el presupuesto total de la película, esta recibió 596.224 euros provenientes de las ayudas generales del ICAA, otorgados en importes de 33.885,44, 143.093,76 y 119.244,80 euros, respectivamente.

## Lanzamiento y marketing
En febrero de 2024, Filmax programó el estreno en cines españoles de Alumbramiento para el 7 de junio. Ese mismo mes, se anunció que la cinta tendría su estreno mundial en el BCN Film Fest en abril de 2024. En abril de 2024, Filmax lanzó el tráiler de la película y atrasó su estreno comercial hasta el 21 de junio, para al final adelantarse al 19 de junio.